# Sonaglio

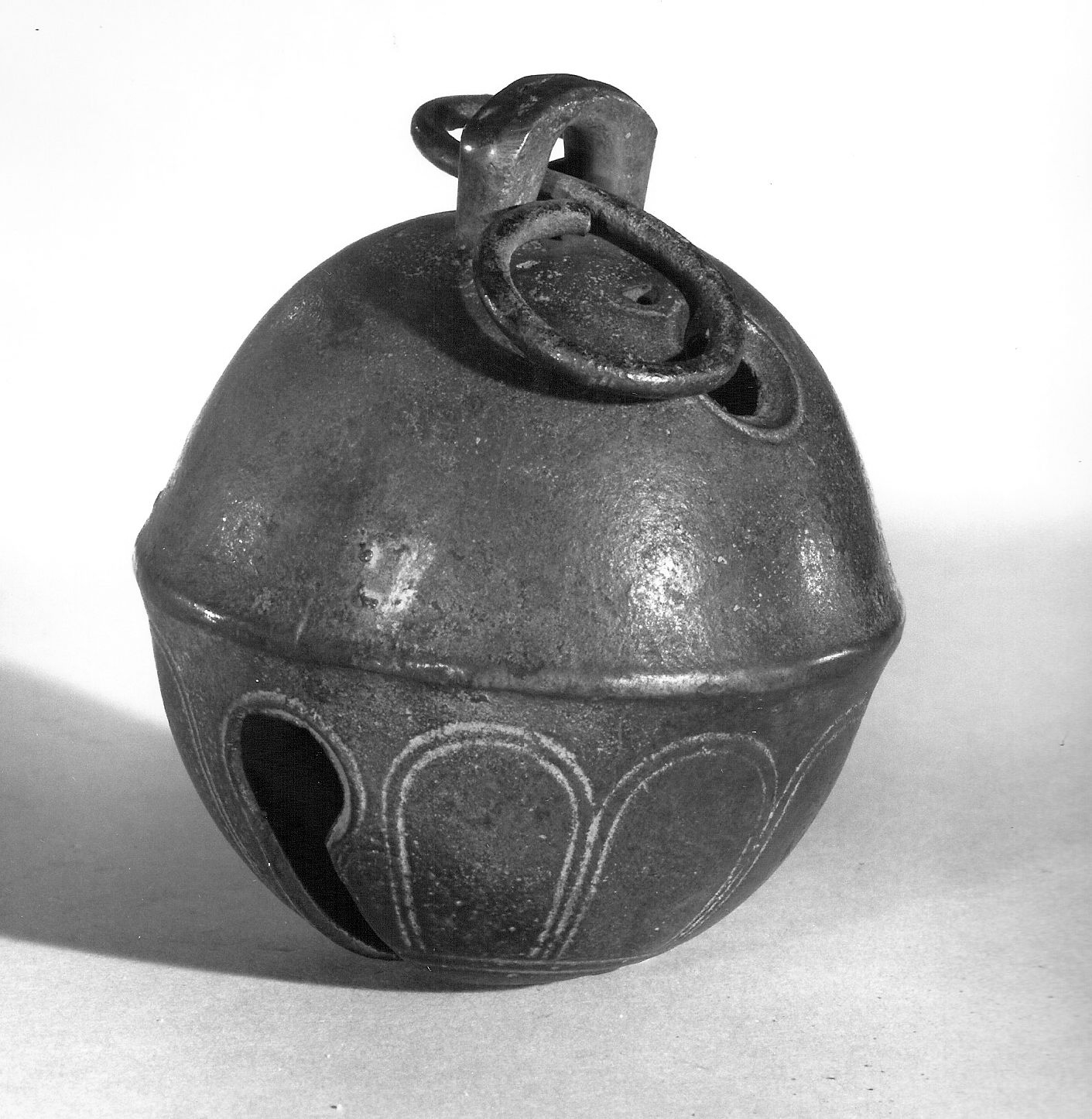
Sonaglio in bronzo della fine del XVIII secolo

Il sonaglio è una sfera di metallo vuota, contenente una più piccola pallina metallica che, quando viene mossa, «produce un suono argentino» o «squillante». Viene utilizzato per accompagnamento ritmico della danza se fissato a un tamburello o pendente da polsi e caviglie se fissato a un cinturino.
Per estensione, in ambito musicale è considerato qualsiasi strumento idiofono a scuotimento o a percussione indiretta, costituito da più corpi risonanti che, urtandosi tra loro perché uno racchiude l'altro o perché giustapposti, producono un suono quando vengono scossi. Nella classificazione Hornbostel-Sachs sono appunto categorizzati come idiofoni a scuotimento (112.1).
Nell'antichità o nel folklore ai sonagli è stata attribuita una funzione protettiva, pertanto venivano indossati da sacerdoti o da ballerini di danze rituali, nonché usati sugli animali o sui bambini, anche a mo' di amuleti. Piccoli sonagli chiamati suzu vengono utilizzati in danze giapponesi shintoiste. Un'altra variante nota di sonagli sono le jingle bells di forma sferica.
Viene anche impiegato appeso al collo di animali, per segnalarne la posizione , o come gioco per bambini molto piccoli, realizzati anche in materiali plastici.